# Spring Autumn
Spring Autumn (chinesisch: 春秋 gesprochen: chūn qiū) war eine chinesische Heavy-Metal-Band.
Sie war zwischen den Jahren 2000 und 2016 aktiv.

## Geschichte
Die Band wurde 2000 von Li Meng (Keyboard), Li Bo (Bass), Yang Meng (Gesang, Gitarre), Kou Zhengyu (Gitarre), Kaiser Kuo (Gitarre) und Diao Lei (Schlagzeug) in Peking gegründet und gilt als eine der bekanntesten Bands der chinesischen Metalszene. 2004 veröffentlichte die Band eine Demo-CD mit sechs Songs. Fünf davon sind ebenfalls auf der 2006 erschienenen CD enthalten.
2006 folgte ihr erstes und einziges Studioalbum, dass nach der Band benannt wurde. Kaiser Kuo spielte – bevor er die Band 2000 mitgründete – bei der Band Tang Dynasty.
Der Musikstil der Band lässt sich zwischen Dream Theater, Iron Maiden und Judas Priest einordnen. Zudem verwendet die Band in ihren Songs auch traditionelle chinesische Instrumente.
Am 31. Juli 2013 spielte die Gruppe erstmals auf dem Wacken Open Air. Die Band war auf der „W.E.T. Stage“ gemeinsam mit Harpyie und SIC zu sehen.
Im Jahr 2016 löste sich die Gruppe nach einem Abschiedskonzert auf. Zuvor veröffentlichte die Band ein letztes Live-Album über das chinesische Independentlabel Infected Blood Records.

## Diskografie
- 2004: Demo CD
- 2006: Spring and Autumn (RHC International Records)

### 2004: Demo
Ihre erste CD, die sechs Songs beinhaltet. Davon sind fünf im Album Spring and Autumn enthalten.
- 1. A Call from After
- 2. Legend
- 3. The Huntsman
- 4. Spring Stream flowing to the North
- 5. Murder Room
- 6. The Subcelestial

### 2006: Spring and Autumn
Ihr Debütalbum, das neun Songs beinhaltet. Auch wenn die CD in Eigenproduktion entstand, konnten allein in China und Hongkong über 5000 Exemplare vertrieben werden. Sogar amerikanische Touristen, die sich für chinesische Musik begeistern, waren von dieser Produktion überzeugt. Das Album wurde über RHC International Records veröffentlicht.
- 1. A New Day
- 2. Murder Room
- 3. A Call from After
- 4. The Subcelestial
- 5. Legend
- 6. Born of the Storm
- 7. The Huntsman
- 8. The Last Page
- 9. Between the Mountains and the Sea